# Concert Pacra
Pacra est une ancienne salle de spectacle et de bal située au 10 du boulevard Beaumarchais à Paris.

## Historique
Ouverte en 1855 comme bal de quartier, la salle s'appelle le Grand Concert de l'Époque en 1875. Aristide Bruant en prend la direction en 1899. En 1905, Bruant vend la salle qui est agrandie et transformée en théâtre.
Trois ans plus tard, Ernest Pacra (1852-1925) achète l’établissement et le transforme en café-concert qu’il baptise Chansonia. En 1925, sa veuve rebaptise le lieu Concert Pacra.
En 1962, le directeur de Bobino, Pierre Guérin, succède à la famille Pacra et renomme la salle à son tour : elle devient le Théâtre du Marais puis, sous la direction de Gilbert Sommier, le Music-hall du Marais.
Des difficultés financières acculent les propriétaires de la salle à détruire l'immeuble pour y construire des habitations en 1972.

## Les "stars" de l'époque
Au cours de sa longue histoire, Pacra a accueilli de nombreux chansonniers : Aristide Bruant bien sûr, André Dassary, Charles Aznavour, Georges Brassens, Barbara, Anny Flore,  Patachou, Léo Marjane, Michel Rivgauche, Georges Ulmer, Christian Selva, Charpini et Brancato, Paul Roby, le Trio Raisner, Eddie Marnay, Jean Dréjac, etc.
Le Concert Pacra apparaît dans le film Les Bonnes Femmes de Claude Chabrol, sorti en 1960. Dans ce film, Ginette (Stéphane Audran), vendeuse dans un magasin d’appareils électroménagers situé au 72, boulevard Beaumarchais (sur le même trottoir), chante le soir dans cet établissement à l'insu de ses collègues.  

## L'un des derniers concerts
Déjà, au début de l'année 1968, le Théâtre du Marais, alias Concert Pacra, annonçait sa fermeture prochaine. L'un des spectacles mémorables fut en mai 1968, en pleine période de manifestations et de grèves. Un collectif composé de plusieurs associations de jeunes décida d'y organiser un festival folk international sous l'égide du Comité français pour la campagne mondiale contre la faim. Le but était de reverser le bénéfice à la fourniture en eau potable d'un village en Inde proche de Puna. Les associations impliquées dans cette opération solidaire étaient les jeunesses paroissiales protestantes de l'Oratoire du Louvre et du Foyer de l'âme, le Ti ar youankiz (Maison des jeunes et de la culture bretonne) et la jeunesse catholique de la paroisse des Blancs Manteaux. 
La préparation de ce spectacle fut épique en période de grandes perturbations de Paris. On assista à une vraie bataille des afficheurs dans les rues de Paris, avec les jeunes Bretons qui recouvraient inlassablement des affiches annonçant le concert sur les affiches politiques. Clara Candiani, speakerine et directrice de l'émission Les Français donnent aux Français en profita pour confirmer le déroulement de ce concert, alors que presque tous les spectacles de Paris étaient annulés à tour de rôle. A l'écoute de ce message, le chanteur québécois Florent Veilleux, qui était au programme, fait le voyage depuis Genève pour y participer. Tous les artistes décident de se produire bénévolement.  
Autre anecdote, le groupe argentin "Les Guaranis" (tête  d'affiche) annonce qu'ils auront assez d'essence (les stations services sont à sec) pour venir participer, mais ils ne sont pas sûrs de pouvoir rentrer chez eux. Dans le quartier (boulevard Beaumarchais, boulevard Voltaire, place de la bastille), l'ambiance est à la révolution. Des arbres sont coupés pour dresser des barricades, mais rien ne peut empêcher les artistes et les spectateurs.  A l'affiche du festival, on peut citer les Guaranis, Alan Stivell, Colette Magny, le groupe Trianglophone, Steve Waring, John Wright, Catherine Perrier, Florent Veilleux, Roger Mason, les Frères et les sœurs, Lionel Rocheman, etc. 
Le spectacle est un triomphe. Chaque artiste est bissé, voire trissé. En fait, comme le métro est en grève, il n'y a pas d'heure limite pour attraper le dernier métro et le spectacle se termine aux alentours de deux heures du matin